# Родрігес-Кемп (Каліфорнія)
Родрігес-Кемп (англ. Rodriguez Camp) — переписна місцевість (CDP) в США, в окрузі Туларе штату Каліфорнія. Населення — 133 особи (2020).

## Географія
Родрігес-Кемп розташований за координатами 35°48′32″ пн. ш. 119°8′20″ зх. д. / 35.80889° пн. ш. 119.13889° зх. д. (35.808986, -119.138822).  За даними Бюро перепису населення США в 2010 році переписна місцевість мала площу 0,68 км², уся площа — суходіл.

## Демографія
Згідно з переписом 2010 року, у переписній місцевості мешкало 156 осіб у 34 домогосподарствах у складі 33 родин. Густота населення становила 229 осіб/км².  Було 34 помешкання (50/км²).
Расовий склад населення:
| - 32,7 % — білих - 62,8 % — осіб інших рас |

До двох чи більше рас належало 4,5 %. Частка іспаномовних становила 96,8 % від усіх жителів.
За віковим діапазоном населення розподілялося таким чином: 45,5 % — особи молодші 18 років, 53,2 % — особи у віці 18—64 років, 1,3 % — особи у віці 65 років та старші. Медіана віку мешканця становила 19,1 року. На 100 осіб жіночої статі у переписній місцевості припадало 110,8 чоловіків;  на 100 жінок у віці від 18 років та старших — 123,7 чоловіків також старших 18 років.
За межею бідності перебувало 83,0 % осіб, у тому числі 83,5 % дітей у віці до 18 років та 100,0 % осіб у віці 65 років та старших.
Цивільне працевлаштоване населення становило 49 осіб. Основні галузі зайнятості: сільське господарство, лісництво, риболовля — 100,0 %.